# Hadrophallus constans
Hadrophallus constans är en insektsart som beskrevs av Walker. Hadrophallus constans ingår i släktet Hadrophallus och familjen hornstritar. Inga underarter finns listade i Catalogue of Life.